# 广岛女子商短期大学
广岛女子商短期大学（日语：／ Hiroshima Joshishō Tankidaigaku *）是過去一所位于日本广岛县安艺郡坂町的私立短期大学。

## 概要

### 简介
- 短期大学成立于1989年[1]、由学校法人广岛女子商学园经营、招生到于1999年、停办于2001年[2]。

### 历史
- 1989年 广岛女子商短期大学成立并同时设置商科[1]。
- 1999年 招生最后[2]。
- 2000年 停止招生。学校合并入广岛安芸女子大学[1]。
- 2001年 停办[2]。

## 学校环境
- 校区：在了广岛县安艺郡坂町[注 1]

## 历任校长
- 松尾博：第一代短期大学校长[2]
- 平田嘉三[2]
- 寺川智右：最后短期大学校长[2]

## 著名人和有关人员
- 井田泰人：于1998年就任教员[3]

## 组织

### 学科
- 商科

## 相关链接
- 日本短期大学列表
- 广岛文化学园大学
- 广岛文化学园短期大学
- 广岛翔洋高等学校[注 2]